# Aqua
Aqua — хмарочос у Чикаго, США. Висота 84-поверхового будинку становить 250 метрів. Будівництво було розпочато в 2006 і завершено в 2009 році.

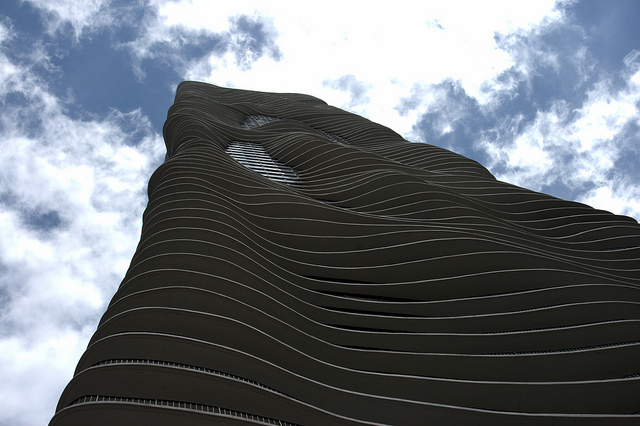

 Проєкт хмарочосу було розроблено, засновницею Studio Gang Architects, архітектором Джин Генг. Це був її перший проєкт хмарочосу, також це найбільший проєкт, розробку котрого здійснювало архітектурне бюро на чолі з жінкою .
В будинку розташований готель на 215 номерів, котрий посідає з 1 по 18 поверхи, 476 житлових апартаментів з 19 по 52, та 263 пентхауси з 53 по 80 поверхи.